# Хорци-Пада
Хорци-Пада (чечен. Хьорси-Пхьа) — покинутый аул в Галанчожском районе Чеченской Республики. Входит в Терлоевское сельское поселение

## География
Расположен на правом берегу реки Аргун, к юго-востоку от районного центра Галанчож.
Ближайшие населённые пункты: на северо-западе — Коричу, Ерстахой и Беки, на северо-востоке — Пеж-Басхой и Гезах, на юго-востоке — Пежей, Шундыки и Пэрой, на юго-западе Басхой и Цекалой.

## История
Аул Хорци-Пада ликвидирован в 1944 году во время выселения чеченцев. После восстановления Чечено-Ингушской АССР чеченцам было запрещено возвращаться в свои исконные районы: Галанчожский, Шатойский и Итум-Калинский.